# Tingstäde
Tingstäde ist ein Ort (tätort) auf der schwedischen Ostseeinsel Gotland in der Provinz Gotlands län und der historischen Provinz Gotland. Er liegt in der Gemeinde Gotland am Ufer des Sees Tingstädeträsk. In dem Ort steht eine mittelalterliche Kirche.

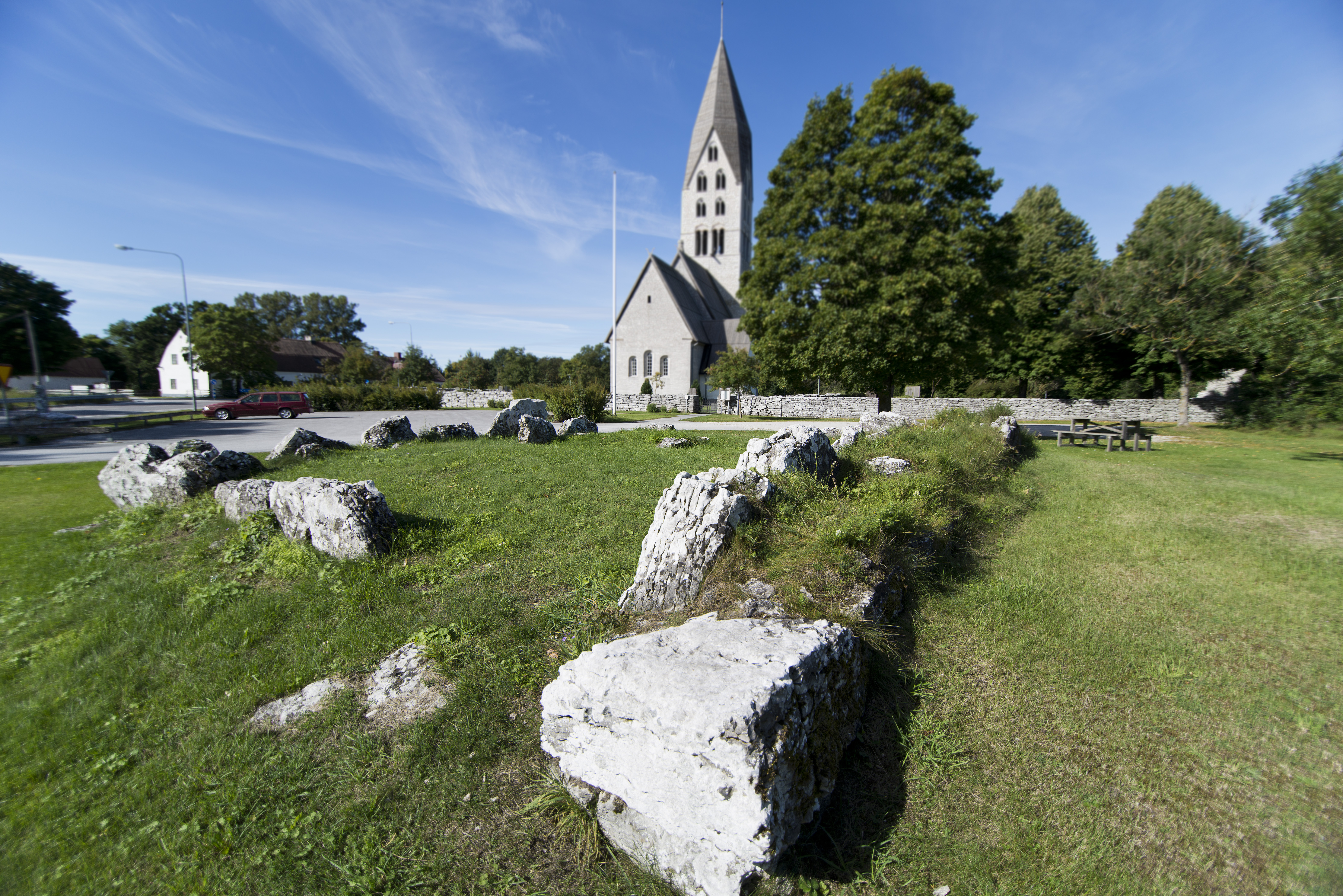
Alter Hausgrundriss vor der Tingstäde kyrka

Der Name des Ortes ist erstmals im 14. Jahrhundert als Tingstedj belegt und enthält das altgutnische Wort thingstedhi, das Thingplatz bedeutet. Im Mittelalter war Gotland in drei Bereiche (schwedisch tredingar) gegliedert; es wird angenommen, dass hier der Thingplatz für das nördliche Drittel lag.